# Lies Martens

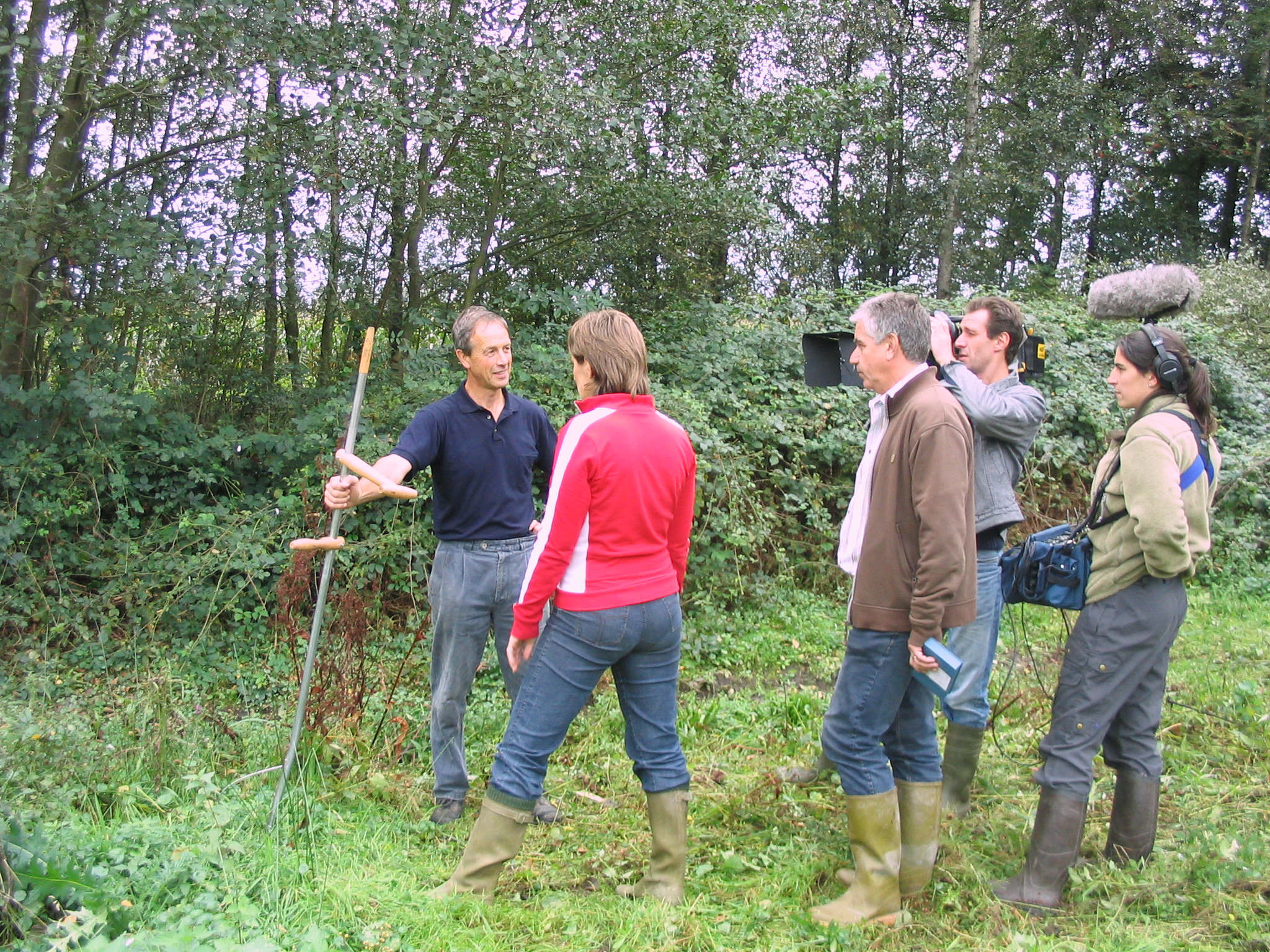
Lies Martens tijdens een opname in Panneweel

Lies Martens (Gent, 25 februari 1971) is een Belgisch journaliste en presentatrice. Zij was bij de VRT televisiepresentatrice van onder meer de programma's Ombudsjan, Koppen, Klant of Koning? en Vlaanderen Vakantieland. 

## Biografie
Lies Martens studeerde Politieke Wetenschappen aan de Rijksuniversiteit Gent en Antropologie aan de KU Leuven. Ze studeerde af in 1994 en drie jaar later - in 1997 - ging ze aan de slag bij de toenmalige BRTN na het winnen van de talentenjacht U hoort nog van ons. Lies Martens maakte aanvankelijk toeristische reportages voor het magazine Reyersdijk.
Ze slaagde voor het journalistenexamen en ging in het voorjaar van 1999 aan de slag bij Het Journaal en vanaf september bij Koppen. Vanaf eind 2000 presenteerde zij samen met Jan Van Rompaey het consumentenmagazine Ombudsjan. De opvolger van Ombudsjan, het volgende consumentenprogramma, Klant of Koning?, werd door Martens alleen gepresenteerd. In 2006 presenteerde ze toerismeprogramma's, eerst bij 1000 zonnen en garnalen en daarna bij Vlaanderen Vakantieland.
In 2007 verdween Lies Martens van het televisiescherm en begon een eigen bloemenatelier. Dat sloot ze in 2016 om zich volledig toe te leggen op haar carrière als coach en trainer in de communicatiewereld. Ze geeft tegenwoordig fulltime coachings en communicatietrainingen, onder andere in mediatraining, spreken voor publiek, timemanagement, en is gastspreker en moderator op bedrijfsevenementen. In 2016 presenteerde ze op PlattelandsTv Geschikt in Meise, een programma waarin bloemenkunstenaars aan bod kwamen en dat acht afleveringen telde.
Sinds 2004 vormt zij een koppel met tekenaar Karl Meersman, alias Karl, die illustraties maakt voor enkele Vlaamse tijdschriften.